# Anthophora ferripicta
Anthophora ferripicta är en biart som beskrevs av Cockerell 1935. Anthophora ferripicta ingår i släktet pälsbin, och familjen långtungebin. Inga underarter finns listade i Catalogue of Life.